# Цилам-де-Браво (муниципалитет)
Цилам-де-Браво (исп. Dzilam de Bravo) — муниципалитет в Мексике, штат Юкатан, с административным центром в одноимённом посёлке. Численность населения, по данным переписи 2010 года, составила 2463 человека.

## Общие сведения
Название Dzilam с майяйского языка можно перевести как голая местность.
Площадь муниципалитета равна 432 км², что составляет 1,08 % от общей площади штата, а наивысшая точка — 8 метров над уровнем моря, расположена в поселении Трес-Рейес.
Он граничит с другими муниципалитетами Юкатана: на востоке с Сан-Фелипе, на юго-востоке с Панаба́, на юге с Цилам-Гонсалесом, и на западе с Цицантуном, а на севере омывается водами Мексиканского залива.

## Учреждение и состав
Муниципалитет был образован 25 декабря 1921 года, в его состав входит 13 населённых пунктов, самые крупные из которых:
| Код INEGI | Населённый пункт                                                                               | Численность населения (2005 год) | Численность населения (2010 год) |
| --------- | ---------------------------------------------------------------------------------------------- | -------------------------------- | -------------------------------- |
| 028       | Всего                                                                                          | 2248                             | 2463                             |
| 0001      | Цилам-де-Браво (исп. Dzilam de Bravo) 21°23′33″ с. ш. 88°53′29″ з. д. (административный центр) | 2188                             | 2374                             |
| 0080      | Пуэбло-Нуэво (исп. Pueblo Nuevo) 21°23′01″ с. ш. 88°53′34″ з. д.                               | 33                               | 58                               |
| —         | Прочие                                                                                         | 27                               | 31                               |

## Экономика
По статистическим данным 2000 года, работоспособное население занято по секторам экономики в следующих пропорциях:
- торговля, сферы услуг и туризма — 59,5 %;
- сельское хозяйство и рыболовство — 31,8 %;
- производство и строительство — 8,2 %.
- безработные — 0,5 %.

## Инфраструктура
По статистическим данным 2010 года, инфраструктура развита следующим образом:
- электрификация: 95,6 %;
- водоснабжение: 96,1 %;
- водоотведение: 92,9 %.

## Достопримечательности
В муниципалитете можно посетить следующие объекты:
- церкви: Святого Антония Падуанского, Непорочного зачатия и Святого Петра, построенные в XVI—XVII веках;
- здание администрации муниципалитета XIX века;
- множество археологических памятников цивилизации майя.

## Фотографии

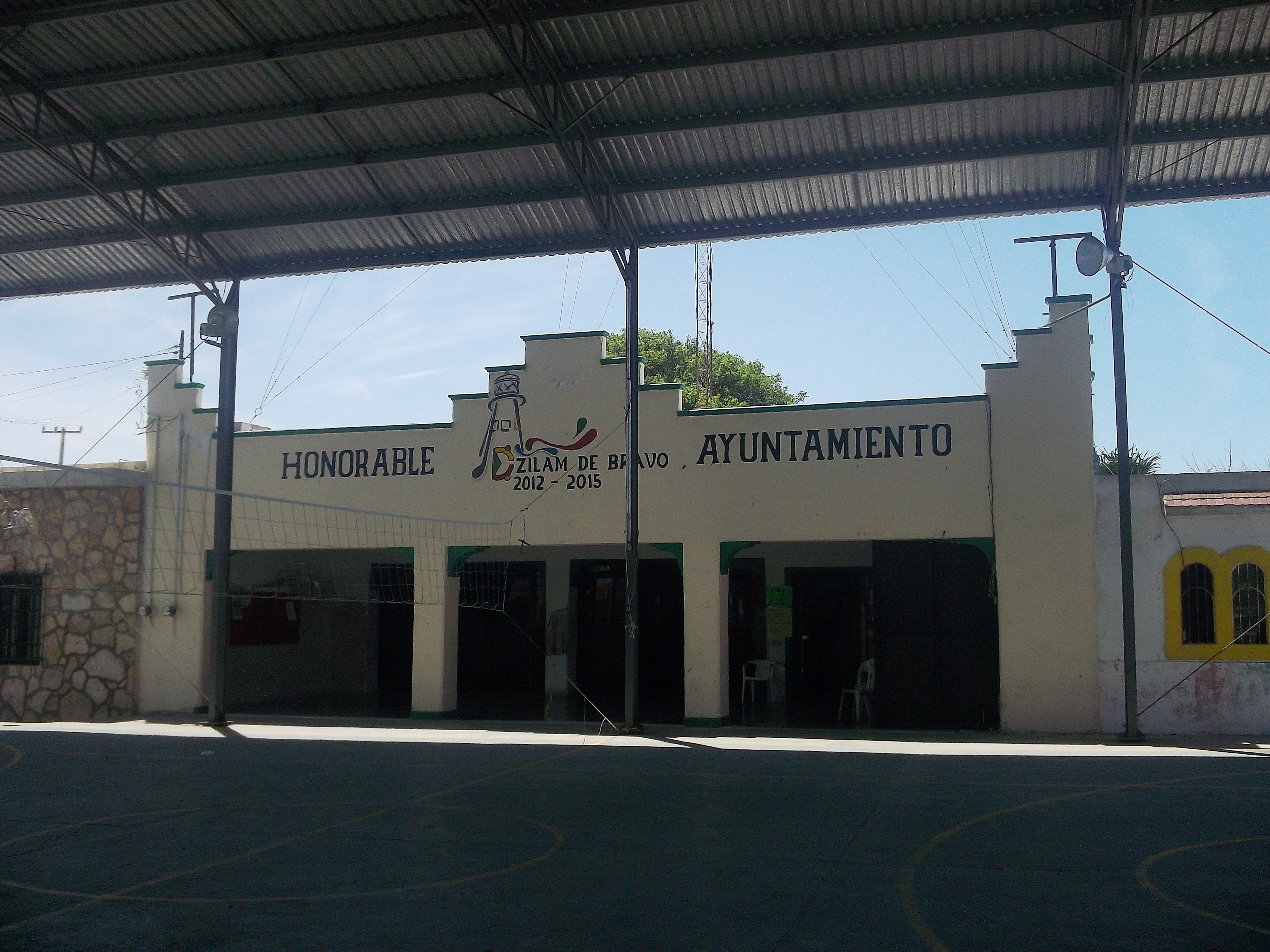
Здание администрации
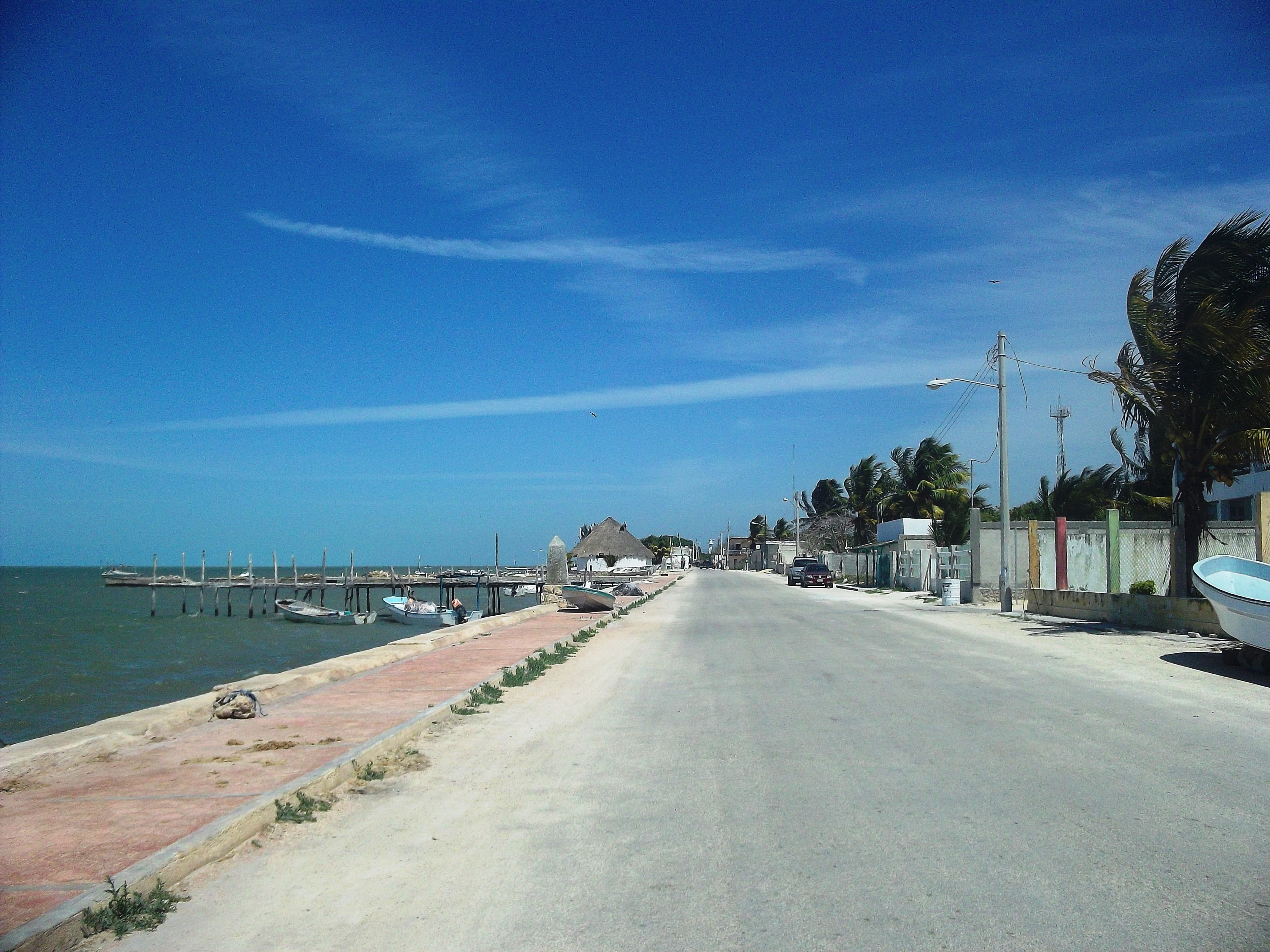
Набережная Цилам-де-Браво
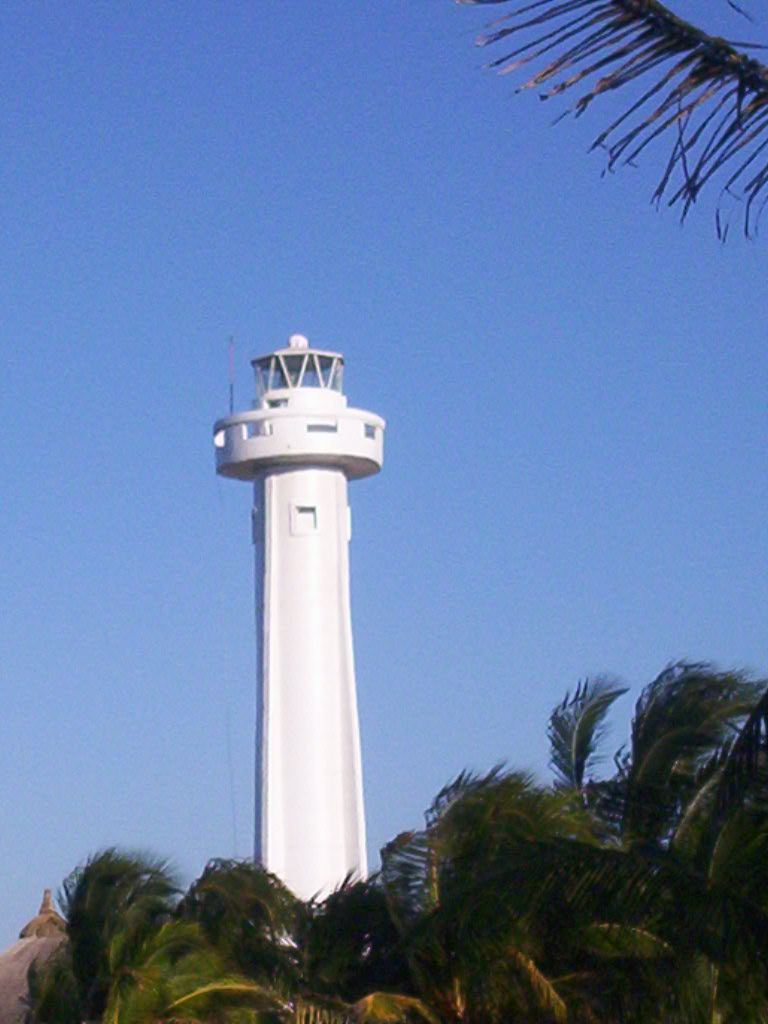
Маяк на побережье